# Diego Drachenzahn
Diego Drachenzahn ist der Name eines Kinderspiels. Erdacht wurde es von Manfred Ludwig, die Grafik stammt von Peter Braun und es erschien erstmals 2009 im Verlag HABA-Habermaaß GmbH. Das Spiel, das die Feinmotorik (Auge-Hand-Koordination) fördert, ist konzipiert für zwei bis vier Kinder in der Altersgruppe ab fünf Jahren. Die durchschnittliche Spieldauer beträgt etwa 15 Minuten.

## Spielverlauf
Das Drachenstadion wird in der Spieleschachtel aufgebaut. Die Teilnehmer übernehmen abwechselnd die Rolle des jungen Drachen Diego Drachenzahn, der versucht seine drei Feuerbälle auf das richtige Objekt zu zielen.

### Zubehör
Neben der Spielanleitung sind vorhanden:
- 01 Spielbrett, das im Schachtelboden Platz findet und eine schiefe Ebene bildet.
- 03 murmelgroße Kugeln (die Feuerbälle)
- 04 Spielfiguren in Drachenform
- 24 Karten, um Tipps abzugeben
- 24 Plättchen, zur Anzeige welches Fach getroffen werden muss

### Ablauf
Der aktuelle Diego-Drachenzahn-Spieler zieht verdeckt ein Plättchen, um das Ziel festzustellen. Dann versucht er mit dem Finger, eine der drei Murmeln, so anzustoßen, dass sie das richtige Zielfeld trifft. Die anderen Mitspieler versuchen danach zu erraten, in welches Feld er eigentlich treffen wollte und legen zunächst verdeckt eine entsprechende Karte ab. Der Drachenzahnspieler erhält für jeden treffenden Feuerball im richtigen Fach einen Punkt. Die übrigen Mitspieler erhalten einen Punkt für einen richtigen Tipp. Sind alle drei Feuerbälle ausgestoßen, ist der nächste Spieler an der Reihe. War jeder einmal Diego, gewinnt derjenige mit der höchsten Punktzahl das Turnier. Die Wertung wird durch die Drachenfiguren dargestellt, die mit einem Schlitz versehen sind, auf dem Schachtelrand sitzen und vorgerückt werden.  